# Хашт-Бехешт
32°39′12″ пн. ш. 51°40′13″ сх. д. / 32.653361111111° пн. ш. 51.670138888889° сх. д.
Хашт-Бехешт (перс. هشت بهشت, букв. «Вісім райських садів») — палац епохи Сефевідів в місті Ісфаган (Іран), побудований в 1669 році за наказом шаха Сулеймана I. Будівля і його численні кімнати мають в плані восьмигранну форму.
У 1977 році палац був частково відновлений. У 1980 році за цю реконструкцію він був нагороджений премією Ага-хана в області архітектури.
Будівля знаходиться під захистом Іранської організації культурної спадщини. Разом з навколишньою територією є історичним парком, відкритим для відвідування.

## Галерея

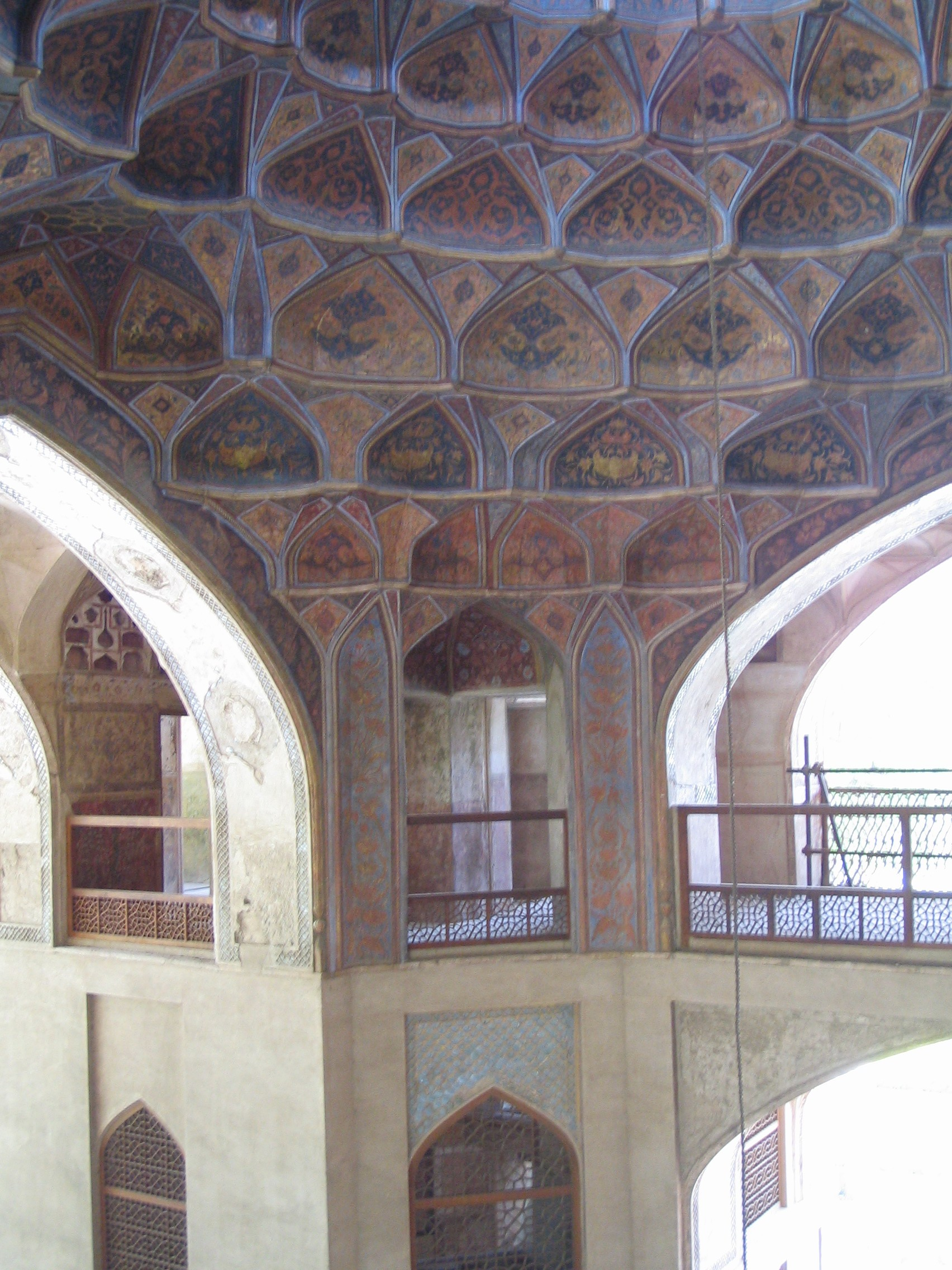
Інтер'єр палацу
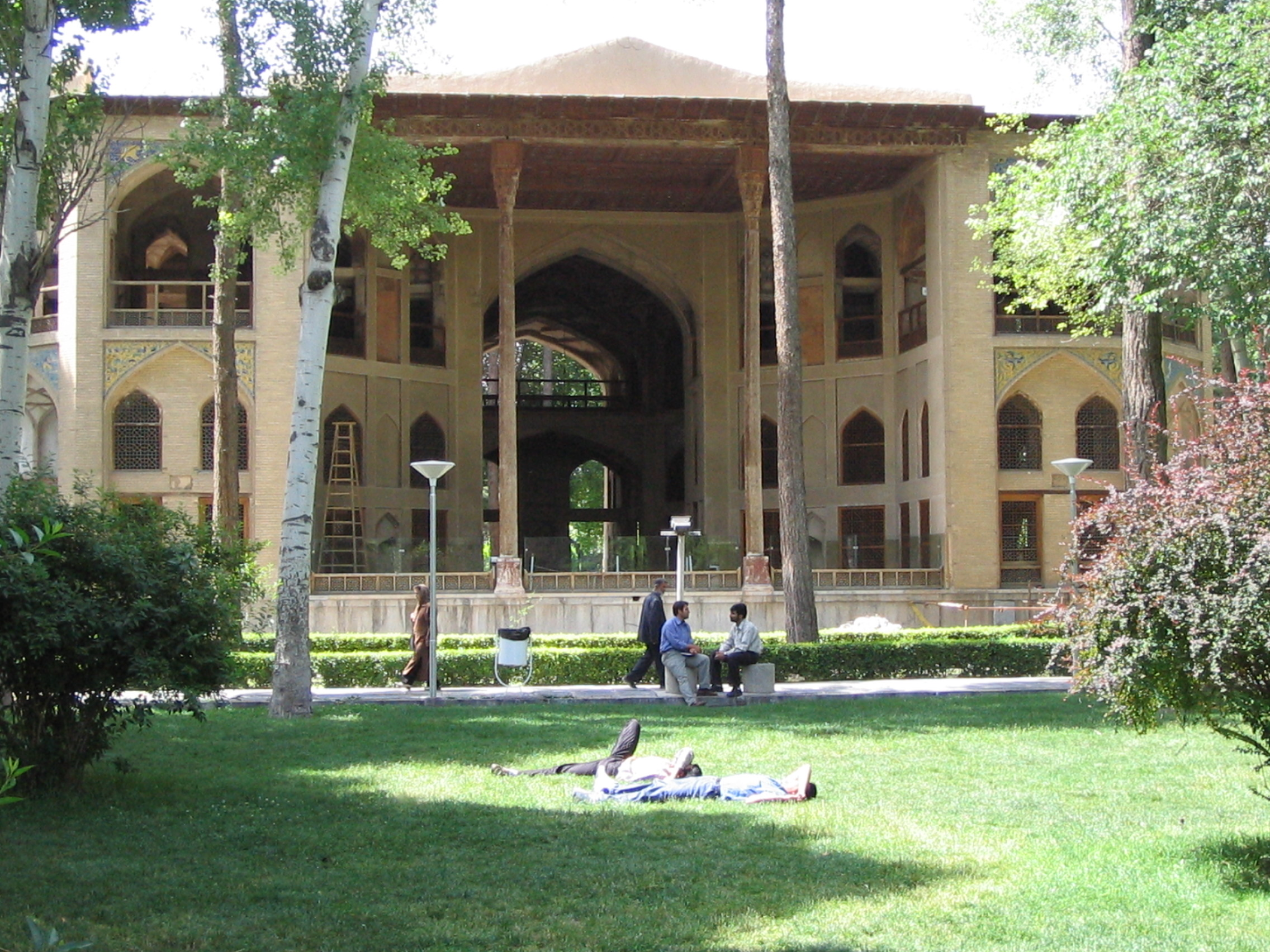
Фасад палацу
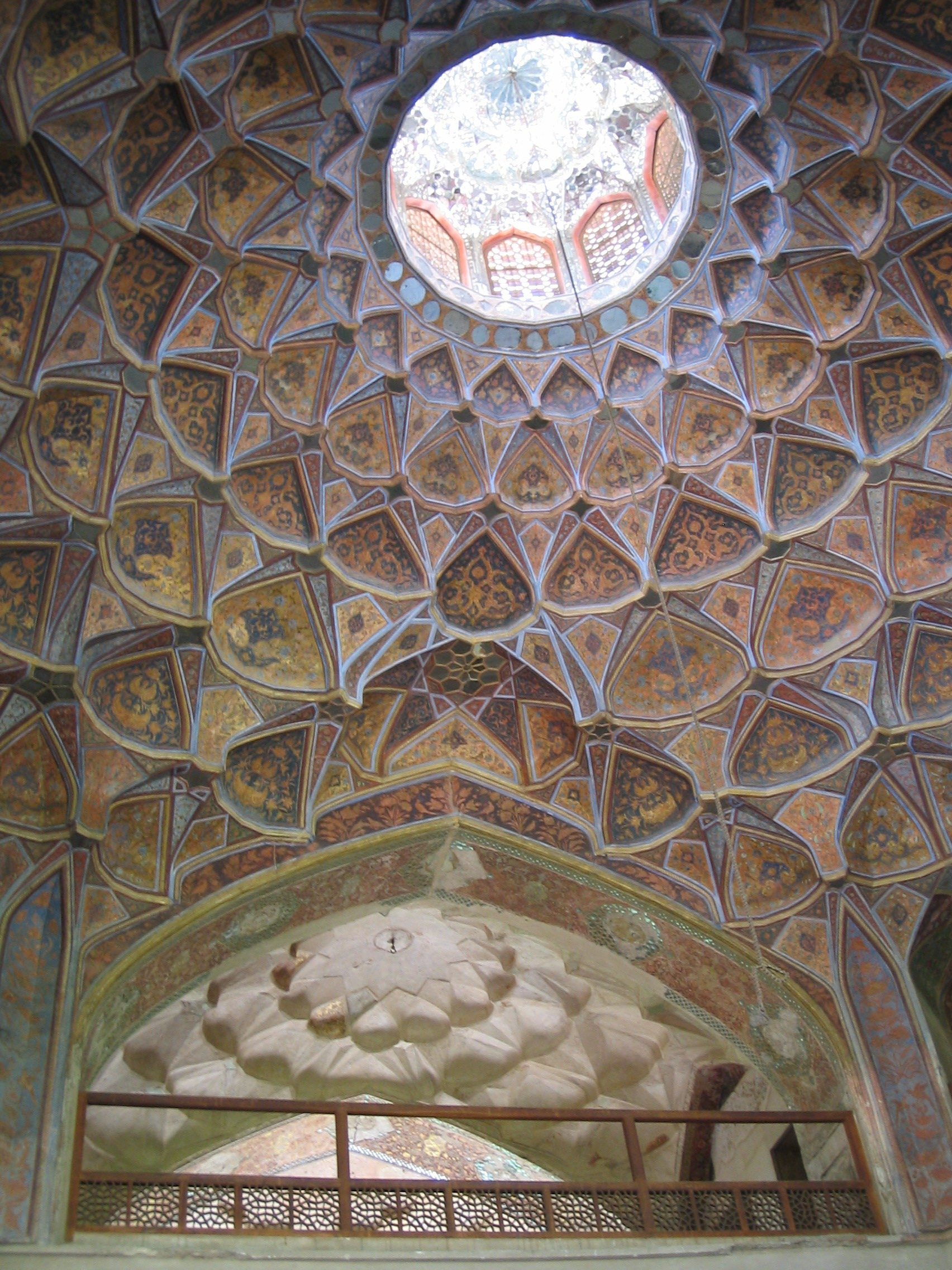
Прикраси стелі
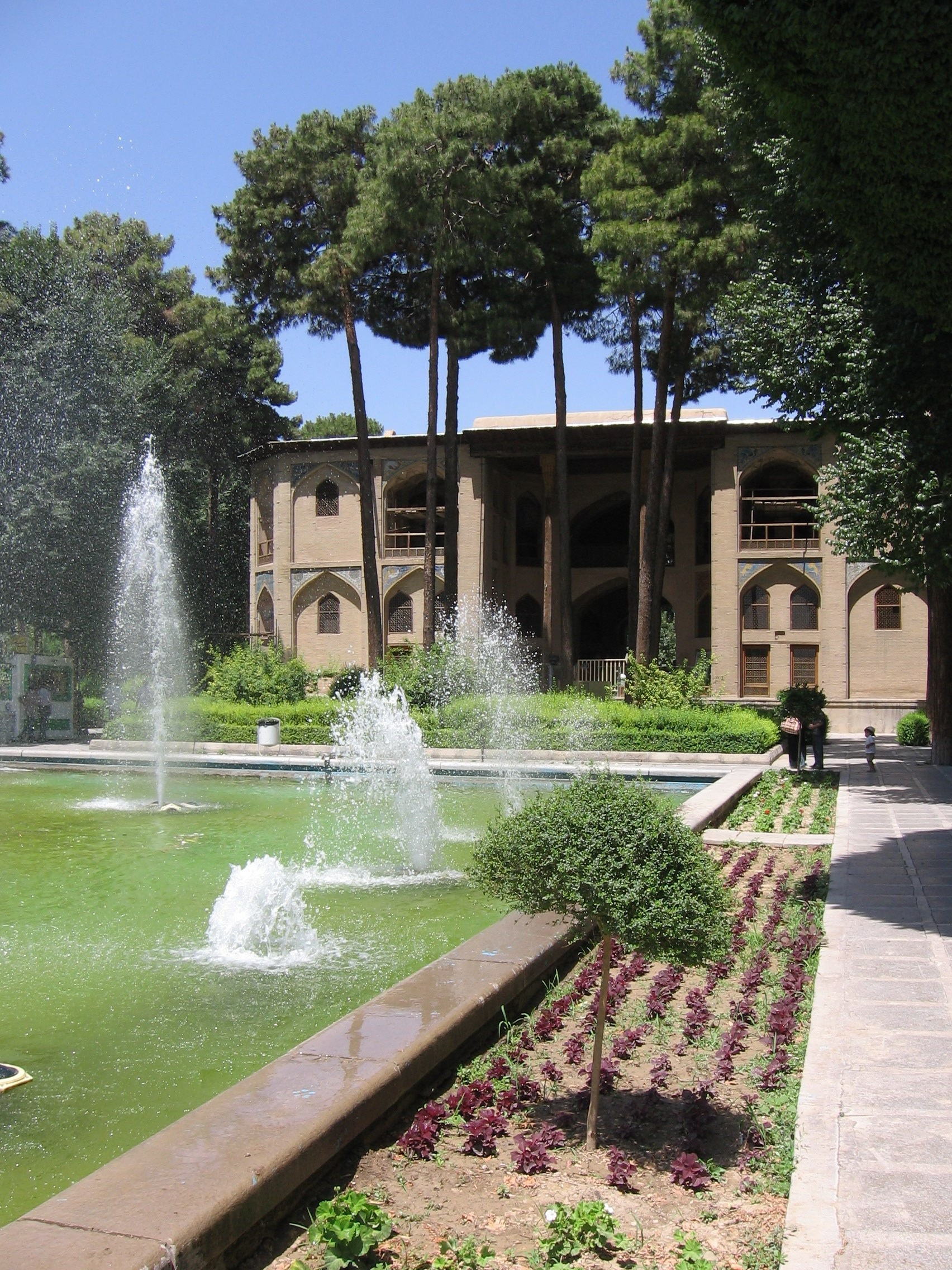
Сад палацу